# Arab telivér
Az arab telivér mintegy ötezer éve létező lófajta, melynek őshazája az Arab-félsziget és Egyiptom. Az emberiség történetében mindig is az egyik legnemesebb lófajtának számított. Tenyésztését az arabok vitték tökélyre, akik a hadászatban rendkívüli sikerességgel alkalmazták lovaikat. Az arab lovaktól származik az angol telivér, amely kifejezetten versenyekre tenyésztett fajta.
Napjainkban csak az a ló nevezhető arab telivérnek, amelyet az 1967-ben alapított WAHO (World Arabian Horse Organisation, vagyis Arab Lovakat Tenyésztők Világszövetsége) annak nyilvánít törzskönyvben vagy bármely más egyéb nyilvántartásban.

## Története
Az arab telivér őse az időszámítás előtti korokban Közép-Ázsiából kiindulva terjedt el Mezopotámiában, Egyiptomban az Arab-félszigeten egészen a Pireneusok hegyláncáig.

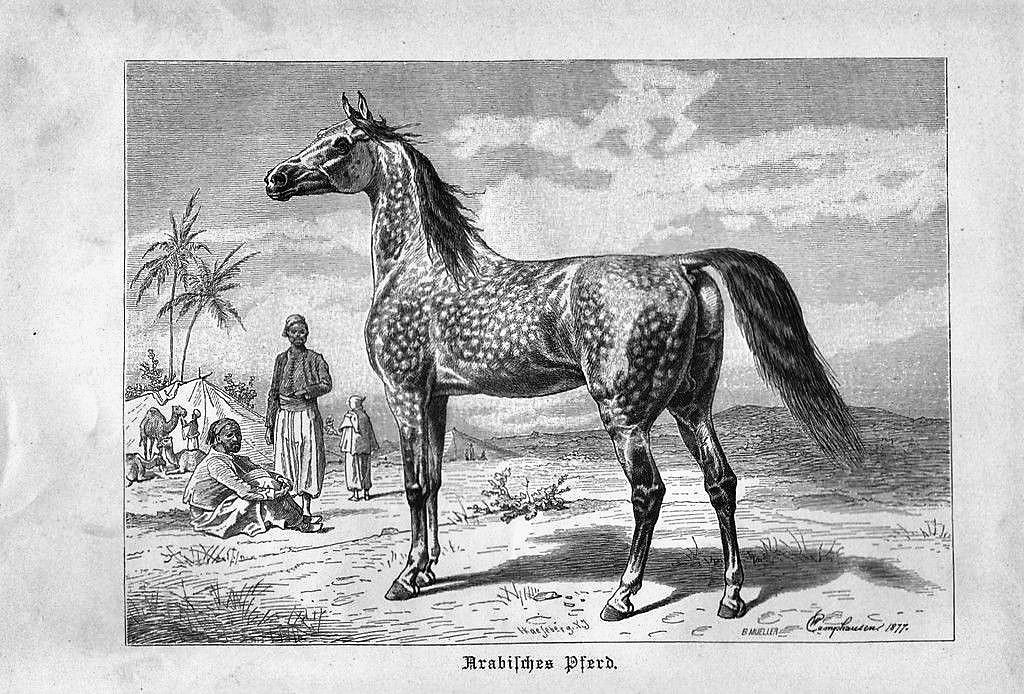
Arab ló

A hadászatban nagy szerepet játszottak mozgékonyságuk és igénytelen természetük miatt. Az egymással folyton viszálykodó arab törzsek sikereiket főként lovaiknak köszönhették, sokszor a túlélésüket is. A beduin törzsek kitűntek lovaik jó képességeivel. A lónemesítést az iszlám vallás is erősítette, Mohamed próféta kancái voltak a leghíresebb kancacsaládok ősei. A sivatagi nomád törzsek Mohamed próféta tanítása szerint gondos tenyésztést folytattak, ez nemcsak vallási kötelezettség volt, hanem a törzs létét is meghatározta. A Nedzsid-fennsíkon élő vahhabita törzs által tenyésztett lovak kitűntek a többi törzs lovai közül, állóképességükkel, szépségükkel. A háborúk során a Nedzsid-fennsík lóállományának nagy része egyiptomi kézre került, itt az El Zahraa ménesben folyt és azóta is folyik a tenyésztés. Az innen származó mének játszottak szerepet a világ lófajtájának kialakításában, így az angol telivér nemesítésében is. Az iszlám dzsihád hódítása során a muzulmán birodalom határai Kínától Európáig terjedtek, így arab lovak a Türkmén pusztaságoktól egészen az Ibériai-félszigetig elterjedtek a hadak által. A 7. században Észak-Afrika berber törzsei keleti vérvonalú lovaikkal Spanyolországon keresztül a mai Franciaország területére nyomultak be katonáikkal. A mór inváziót 732-ben Poitiersnél a frank seregek megállították, de addigra már a támadók lovai az ott tenyésztett lovak genetikai állományát befolyásolták. Ez a hatás kitörölhetetlen nyomot hagyott Európa lótenyésztésében. Az igazi arab hatás a 16-18. században teljesedett ki, amikor Európában is megjelentek az arab lovak. Előbb a török hódítások nyomán kezdték nemesíteni az itt található állományt, majd expedíciókat indítottak új lovak beszerzésére Arábiába. Ez idő tájt alapították a legismertebb arab méneseket, Bábolnán 1789-ben kezdődött a tenyésztés. A 18. században Észak-Amerikába is importáltak tenyészanyagot.

### Híres vérvonalak

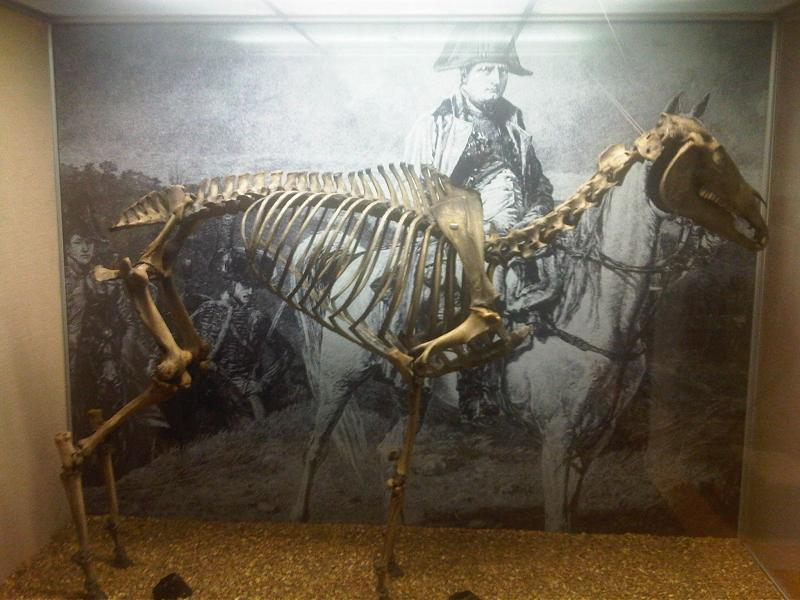
I. Napóleon francia császár kedvenc lovának, a Marengo nevű arab telivérnek a csontváza

Lényegében az arab ló a valódi arab telivér, amelynek ősei Arábiából és Egyiptomból származnak, ezt sivatagi arabnak is szokták nevezni. A perzsák szintén saját tenyésztésű lovaikat tartják a legeredetibb arab lónak, amelyek ténylegesen a legrégebbi képviselői a fajtának, az észak-afrikai berber törzsek viszont a berbert mondják a legkiválóbbnak az arab lovak között. 
A leghíresebb három törzs, a Kohaylan, a Saklavy, és a Muniki törzs. A Kohaylan törzs képviselői a legnépesebb a családok tekintetében, és ide tartozik a Kohaylan és a Hadban vonal. Az előbbinél finomabb testfelépítésű a Saklavy törzshöz tartozó Saklavy, az O-Bajan, és az előbbieknél jóval kisebb létszámú Rishan, Tuwaysan, Milwah vonal. A Muniki törzset tekintik az arab ló verseny-típusának, amely nem küllemében, hanem inkább gyorsaságban és állóképességben nyújt kimagasló teljesítményt.

## Jellemzői
Az arab telivér a szépség és az elegancia megtestesítője. Rugalmas tért nyerő mozgása van, könnyed, légies megjelenése. Kicsi, száraz csukafeje van, széles tarkóval és homlokkal. A füle kicsi, kinn ülő nagy szemei vannak. Karcsú jól ívelt nyaka, finom hosszúszálú sörénye van. Marja kifejezett, a hát és az ágyék rövid. Az arab telivérnek öt ágyékcsigolyája van az általános hattal szemben. A far egyenes, kis termetű, ösztövér izomzatú. A farka magasan tűzött, mozgásban a farokrépát magasan tartja. Szügye és mellkasa nem túl mély, esetenként vérszegény benyomást kelthet. Végtagjai szikárak, acélosak, csontkinövések sem ritkák a lábakon. Patája kicsi, szilárd, elöl jellemző a franciásság, a hátsó lábakon a tehénállású gyakori. Marmagassága bottal mérve 147 és 155 cm között van, szalaggal mérve 153–165 cm között. Övmérete 173 cm és 180 cm között, szárkörmérete 17,5 és 19 cm között van. Súlya 300–400 kg között, élettartama 25-30 év.

## Hasznosítása
Elsősorban hátaslóként hasznosítják. Szívós természete, keménysége, és kitartása ideális távlovaglás céljára. A versenyt gyorsaságban nem veszi fel az angol telivérekkel, de a galopp versenyeken jól teljesít. Fogatban is kiváló, sokan azonban csak kedvtelésből, hobbilóként tartják szépségéért.
| Három arab mén vérvonalára vezethető vissza apai ágon valamennyi angol telivér |
| ------------------------------------------------------------------------------ |
| Darley Arabian Byerley Turk Godolphin Arabian                                  |